# Josep Grau Colell
Josep Grau Colell (Fígols d'Organyà, 5 de enero de 1937-Barcelona, 24 de febrero de 1995), fue un poeta español, analista literario y activista cultural. Estudió teología en Suiza y fue sacerdote. Estudió psicología en Zúrich y ciencia de la literatura en Constanza (Alemania). Utilizó el seudónimo de El Ermitaño de los Alpes. Algunas de sus obras son Joc d'arrels i d'estels (1965) y Antologia de sacerdots poetes (1975).